# Abom
L'abom és una llengua gairebé extinta que es parla a la província occidental de Papua Nova Guinea. Segons un cens del 2002, només 15 persones encara parlaven aquesta llengua. Tots els parlants eren adults grans. Els adults de mitjana edat entenien alguna cosa, però cap nen no la parlava ni entenia l'abom.
Abom es parla en Lewada (8° 20′ 07″ S, 142° 46′ 50″ E / 8.335225°S,142.780449°E), Mutam (8° 25′ 30″ S, 142° 55′ 49″ E / 8.424996°S,142.930364°E), i Tewara (8° 22′ 27″ S, 142° 27′ 23″ E / 8.374194°S,142.45638°E), viles de Gogodala Rural LLG.

## Classificació
L'abom no és proper a altres llengües. Pawley i Hammarström (2018) classifiquen l'abom com una llengua tirio divergent basant-se en proves morfològiques; l'abom comparteix el mateix patró d'ablaut (sistema d'apofonia (variacions regulars de vocal)) de gènere que altres llengües tirio.  Evans (2018), però, enumera l'abom com una branca separada de Transnova Guinea. Suter i Usher troben que no és una llengua animi (la família transnovaguineana que inclou les llengües tirio), però sí que sembla ser divergent de Transnova Guinea. Part del problema rau en el fet que moltes paraules abom registrades són préstecs de les llengües del Golf Interior, cosa que redueix el material necessari per a la comparació.

## Sociolingüística
L'abom no es va descobrir fins al 2002. Els abom van abandonar el seu poble per establir-se a Tewara i Lewada, on es parla makayam, i a Mutam, on es parla wipi, on van adoptar les llengües d'aquests pobles. L'abom ara només el coneixen la gent gran i és una llengua en perill d'extinció.

## Pronoms
Jore i Alemán (2002: 48) exposaren els pronoms de l'abom de la següent manera:
| persona | sg. | pl. |
| ------- | --- | --- |
| 1a      | nɛ: | gɛ: |
| 2a      | gɛ: | gɛ: |
| 3a      | ete | dzi |